# پارک لاله (کرمانشاه)
پارک لاله که در گذشته نام‌های دیگری مانند باغ چال، پارک شهر، پارک ولیعهد و پارک ولیعصر نیز داشته‌است، پارکی در شهر کرمانشاه است. این پارک با مساحت ۲۷۱۰۰ متر در خیابان اشرفی اصفهانی، نرسیده به میدان فردوسی قرار دارد و یکی از پارک‌های قدیمی و زیبای کرمانشاه به شمار می‌آید. ساخت این پارک در سال ۱۳۴۵ آغاز و در ۱۳۴۸ افتتاح شده‌است.

## نامگذاری
در گذشته در مکان کنونی پارک لاله، باغی وجود داشت که در میان مردم به «باغ چال»‌ معروف بود. این باغ متعلق به محمد رفیع بود و زمین آن به شمارۀ پلاک ۱۵۱ در بخش ۳ کرمانشاه قرار داشت. پس از درگذشت او، وزارت دارایی این زمین را در قبال بدهی مالیات بر ارث تملک کرد. بر اساس قانونی که در ۲ آذر ۱۳۴۴ به تصویب مجلس شورای ملی و در ۱۳ آبان ۱۳۴۴ به تصویب مجلس سنا و در ۱۸ دی ۱۳۴۴ به توشیح محمدرضا پهلوی رسید، به وزارت دارایی اجازه داده شد که چهاردانگ و نیم مشاع این باغ را به شهرداری کرمانشاه بفروشد. بر اساس این قانون مقرر شد که شهرداری کرمانشاه بهای این باغ را در مدت ده سال در قالب اقساط مساوی پرداخت نماید. در سال ۱۳۴۴ شهردار کرمانشاه علیقلی جهانسوز اقدام به تبدیل باغ چال به پارک کرد و عملیات عمرانی آن نیز از سال ۱۳۴۵ آغاز شد. کار نقشه‌برداری این پارک توسط مهندسی به نام ابراهیم کرمی انجام شد. این پارک که در ابتدا پارک شهر نام داشت، در سال ۱۳۴۸ افتتاح و پس از مدتی نام آن به پارک ولیعهد تغییر داده‌شد. پس از انقلاب با تغییر نام‌ها به اسامی مذهبی، نام پارک به پارک ولیعصر تغییر پیدا کرد،‌ اما این نام هم کمی بعد تغییر کرده و پارک لاله نامیده شد.

## یادکردها
1. ↑  «آمار پارکهای و میادین و فضای سبز متفرقه مناطق ششگانه و سازمان پارکها و فضای سبز». سازمان پارکها و فضای سبز کرمانشاه. بایگانی‌شده از اصلی در ۶ سپتامبر ۲۰۱۶. دریافت‌شده در ۱۱ سپتامبر ۲۰۱۶.
2. ↑  خبرگزاری جمهوری اسلامی (ایرنا): بوستان لاله کرمانشاه ساماندهی شد، نوشته‌شده در ۳ خرداد ۱۳۹۵؛ بازدید در ۱۴ مهر ۱۴۰۳.
3. ↑  مرکز پژوهش‌های مجلس شورای اسلامی: قانون واگذاری چهاردانگ‌ و نیم مشاع باغ چال به شهرداری کرمانشاه، نوشته‌شده در ۱۳ دی ۱۳۴۴؛ بازدید در ۱۴ مهر ۱۴۰۳.
4. ↑  سلطانی، محمدعلی، جغرافیای تاریخی و تاریخ مفصل کرمانشاهان، جلد اول، تهران: مؤسسۀ فرهنگی نشر سها، چاپ سوم: ۱۳۸۱؛ ص ۵۵۸.
5. ↑  خبرگزاری دانشجویان ایران (ایسنا): شب کشیک در شهربانی بدون اسلحه!، نوشته‌شده در ۲۰ بهمن ۱۳۹۲؛ بازدید در ۱۴ مهر ۱۴۰۳.
6. ↑  راهنمای کرمانشاه، ادارۀ کل ارشاد ملی استان کرمانشاهان، چاپ کاوه، نوروز ۱۳۵۹، ص ۲۳؛ بازدید در ۱۸ اوت ۲۰۲۲.